# Fairey F.2
Il Fairey F.2 fu un aereo da caccia a lungo raggio, bimotore, biplano e triposto, sviluppato dall'azienda britannica Fairey Aviation Company Limited nella seconda metà degli anni dieci del XX secolo e rimasto allo stadio di prototipo.
Realizzato su richiesta dell'Ammiragliato britannico, fu il primo modello interamente sviluppato dall'azienda.

## Storia del progetto
Nel 1916 l'Ammiragliato britannico emise un ordine per la fornitura di un modello di caccia triposto a lungo raggio da destinare ai reparti del Royal Naval Air Service impegnati nella prima guerra mondiale.
A tale scopo l'ufficio tecnico della Fairey avviò lo sviluppo di un velivolo caratterizzato dalla propulsione bimotore in configurazione traente, velatura biplana con ali che potevano essere ripiegate all'esterno della posizione dei due motori Rolls-Royce Falcon e carrello d'atterraggio antiribaltamento composto da elemento anteriore rotato a doppio asse più pattino d'appoggio sotto la coda. L'armamento era basato su una coppia di mitragliatrici Lewis calibro .303 in (7,7 mm) posizionate su due postazioni, sul naso e immediatamente dietro il bordo d'uscita alare, e montate su anello Scarff.
Il prototipo, indicato dall'azienda con la sigla F.2, venne costruito nello stabilimento dell'azienda ad Harlington, quindi trasportato via terra all'aerodromo di Northolt per le prove di valutazione ufficiali. L'F.2 venne portato in volo per la prima volta il 17 maggio 1917, tuttavia a quella data l'interesse dell'Ammiragliato nel progetto era scemato. Le prove in volo diedero risultati insoddisfacenti poiché l'aereo si dimostrò difficile da gestire e lento per il tipo di missione a cui era destinato, per cui il suo sviluppo venne abbandonato.

## Utilizzatori
Regno Unito
- Royal Naval Air Service